# Gianluca Francesconi
Gianluca Francesconi (Roma, 10 settembre 1971) è un ex calciatore italiano, di ruolo difensore o centrocampista.

## Carriera
Nasce calcisticamente nella Lodigiani, squadra con cui giovanissimo debutta tra i professionisti, collezionando 37 presenze fra il 1987 ed il 1990 segnando 12 reti.
Nella stagione 1990-1991 viene acquistato dal Napoli con cui esordisce in Serie A l'11 novembre 1990 in Bari-Napoli 0-0. Totalizza sei presenze nella prima stagione e vince la Supercoppa Italiana, seppur non viene convocato. 
Successivamente passa alla Reggiana, con la quale nel 1993 conquista la promozione in Serie A venendo anche premiato come miglior esterno sinistro. Si guadagna la Nazionale Under 21 dove disputa tutte le partite delle qualificazioni agli Europei e successivamente quelle degli azzurri ai Giochi del Mediterraneo del 1993 con la Nazionale Olimpica.
Nell'estate dello stesso anno viene acquistato dalla Juventus per 5,8 miliardi di lire. Purtroppo, durante la preparazione estiva Francesconi ha un grave infortunio al tendine d’achille che lo tiene fermo più di cinque mesi. Dopo l’infortunio la società andò subito sul mercato per rimpiazzare il giocatore, per cui prese Angelo Di Livio, sacrificando Francesconi anche per non spezzare determinati equilibri. Una volta ristabilitosi, ha dovuto accontentarsi di qualche partita in campionato, in Coppa Italia, e di tre gare dal primo minuto in Coppa UEFA. A quel punto, l’anno successivo, il ragazzo preferisce rescindere consensualmente il contratto per andare a giocare titolare al Genoa in Serie A rinunciando a quattro anni di contratto in bianconero. Coppa UEFA.
Al Genoa rimane per tre stagioni (la prima in Serie A, in cui colleziona 22 gettoni, e le altre due in Serie B), per un totale di 51 apparizioni ed una rete vincendo il torneo Anglo-Italiano con finale a Wembley con quattro reti di Vincenzo Montella.
Nel 1997 approda al Pescara, stagione di Serie B con 23 presenze all'attivo.
Successivamente torna in Serie C vestendo di nuovo la maglia della Lodigiani (34 presenze e 7 reti) e successivamente quella del Brescello (46 presenze 5 reti). Chiude la carriera con un altro ritorno alla Lodigiani, società professionistica in cui è cresciuto calcisticamente con cui mette insieme 44 presenze e 8 reti.

## Palmarès

### Club

#### Competizioni nazionali
- Serie B: 1

Reggiana: 1992-1993
- Supercoppa italiana: 1

Napoli: 1990

#### Competizioni internazionali
- Coppa Anglo-Italiana: 1

Genoa: 1995-1996